# Botanophila hucketti
Botanophila hucketti este o specie de muște din genul Botanophila, familia Anthomyiidae. A fost descrisă pentru prima dată de Ringdahl în anul 1935. Conform Catalogue of Life specia Botanophila hucketti nu are subspecii cunoscute.